# Mazowe (Distrikt)
Der Mazowe (Rural) Distrikt ist einer von 10 Distrikten in der Provinz Mashonaland Central in Simbabwe. Er hat 293.363 Einwohner (2022).

## Geografie
Der Distrikt hat eine Fläche von 4354 km². Er erhebt sich im Westen, im Great Dyke, bis auf 1700 m und fällt nach Nordosten auf bis zu 1000 m ab. Dabei bildet der Fluss Ruya einen Teil der Ostgrenze. Der Fluss Mazowe hat im Südosten des Distriktes seine Quellen. Mazowe ist in 35 Wards aufgeteilt.
Der Distrikt liegt im Süden von Mashonaland Central. Er grenzt im Nordwesten an den Distrikt Guruve, im Norden an Muzarabani und im Osten an Mount Darwin und Bindura Rural, im Südosten an Goromonzi in der Provinz Mashonaland East und an die Provinz Harare und im Süden und Westen an Zvimba in der Provinz Mashonaland West.
Der Distrikt erlebte seit seiner Unabhängigkeit nur zweimal eine schwere Dürre.

## Bevölkerung
Die Bevölkerung von Mazowe macht etwa 20 % der Gesamtbevölkerung der Provinz aus. Der Distrikt hatte nach Bindura die zweitgrößte Stadt der Provinz, Mvurwi, die allerdings seit Februar 2010 einen eigenen, urbanen Distrikt stellt. Die größten Siedlungen sind Nzvimbo, Glendale, Concession, Mazowe und Christon Bank.

## Wirtschaft
Gemessen an der Armut in Simbabwe liegt Mazowe relativ in der Mitte. In dem Distrikt wird Gold abgebaut.